# Platinum Records
Platinum Records est un label de musique indépendant français fondé par Laurent Laffargue en 1996. À la base c'est le label des musiques électroniques des Disques Aliénor composé d'Aliénor, de Cornflakes Zoo et de Platinum Records. À présent Platinum se spécialise autant dans le rock et le punk que les musiques électronique, et est présent partout en Europe, il est distribué au Japon, en Australie et aux États-Unis, en passant par le Brésil. 

## Historique
Dans les années 1990, l’électronique mondiale est influencée par la nouvelle scène française. Les DJs d'origine française se produisent dans les clubs du monde entier. À Bordeaux, Platinum préfère se démarquer et produire des musiques plus expérimentales. Avec Bosco et Curtis, les premières signatures, l’accompagnement artistique de jeunes artistes produit ses fruits. Platinum pose les premières fondations de la scène électro actuelle. En 2009 avec des artistes reconnus en France et à l’étranger comme Rubin Steiner, Bikini Machine ou encore Zimpala, le label a su garder une direction artistique forte tout en sachant dénicher de nouveaux talents comme les Présidentchirac, Fatale ou plus récemment Success.

## Artistes
- Alktraxx
- Bikini Machine
- Bosco
- Chazam
- C.R. Avery
- Fatale
- Funken
- Jesus Christ Fashion Barbe
- Le Pingouin
- Mouloud @ the sonic destruction
- Présidentchirac
- Rubin Steiner
- Success
- Shiko Shiko
- Sol Hess
- Sweat Like An Ape !
- Tiger Bell
- Yéyé
- Yvi Slan
- Zimpala